# Danilo Campisi

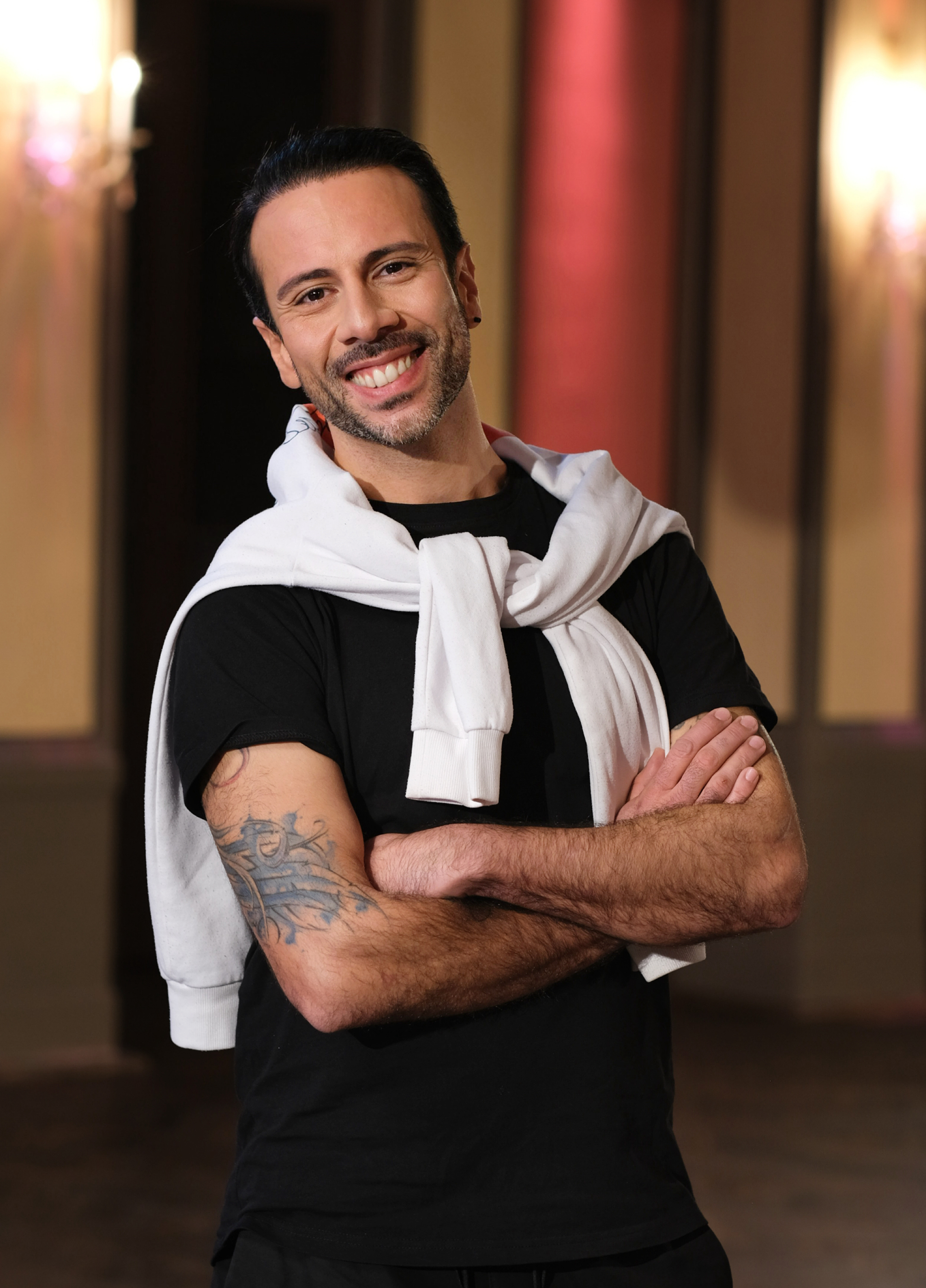
Danilo Campisi (2025)

Danilo Campisi (* 18. Februar 1988 in Rom) ist ein italienisch-österreichischer Profitänzer, Tanzsporttrainer, Choreograf und Wertungsrichter. Bekanntheit erlangte er durch seine regelmäßige Teilnahme als Profitänzer an der ORF-Tanzshow Dancing Stars, die er 2021 gemeinsam mit Caroline Athanasiadis gewann.

## Leben und Karriere
Campisi wurde in Rom geboren und wuchs in Syrakus auf Sizilien auf. Bereits in seiner Kindheit entwickelte er eine Leidenschaft für das Tanzen. Während seiner Schulzeit am naturwissenschaftlichen Gymnasium (Liceo Scientifico) in Italien absolvierte er parallel eine intensive Ausbildung im Tanzsport. Im Alter von 19 Jahren zog er nach Wien, um eine professionelle Tanzkarriere zu verfolgen.
2007 begann er eine Tanzpartnerschaft mit Julia Burghardt, mit der er zahlreiche nationale und internationale Erfolge erzielte. Gemeinsam wurden sie vierfache österreichische Meister in den Disziplinen Standard und Latein. 2016 erreichte das Tanzpaar bei der Weltmeisterschaft im Showdance Standard in Kaunas (Litauen) den vierten Platz. 2017 belegten sie den sechsten Platz bei der Weltmeisterschaft im Showdance Standard in Wien.

## Dancing Stars
Seit 2014 ist Campisi regelmäßig als Profitänzer in der ORF-Show Dancing Stars zu sehen. Mit mehreren prominenten Tanzpartnerinnen erreichte er das Finale der Sendung. 2021 gewann er gemeinsam mit der Kabarettistin Caroline Athanasiadis die 14. Staffel der Show. In der 16. Staffel (2025) tanzte er mit der Unternehmerin Simone Lugner und erreichte den 3. Platz.

## Weitere Tätigkeiten
Neben seiner Tätigkeit als aktiver Turniertänzer ist Campisi als Tanzsporttrainer, Choreograf und internationaler Wertungsrichter aktiv. Seit 2018 engagiert er sich verstärkt im sogenannten ProAm-Bereich (Professional-Amateur), bei dem Hobbytänzer gemeinsam mit professionellen Tänzern an Wettbewerben teilnehmen.

## Persönliches
Danilo Campisi lebt in Wien. Er ist mit der Motorsportlerin Corinna Kamper verlobt.